# Vito La Mantia
Vito La Mantia (Cerda, 6 novembre 1822 – Palermo, 16 giugno 1904) è stato un giurista e storico italiano.

## Biografia

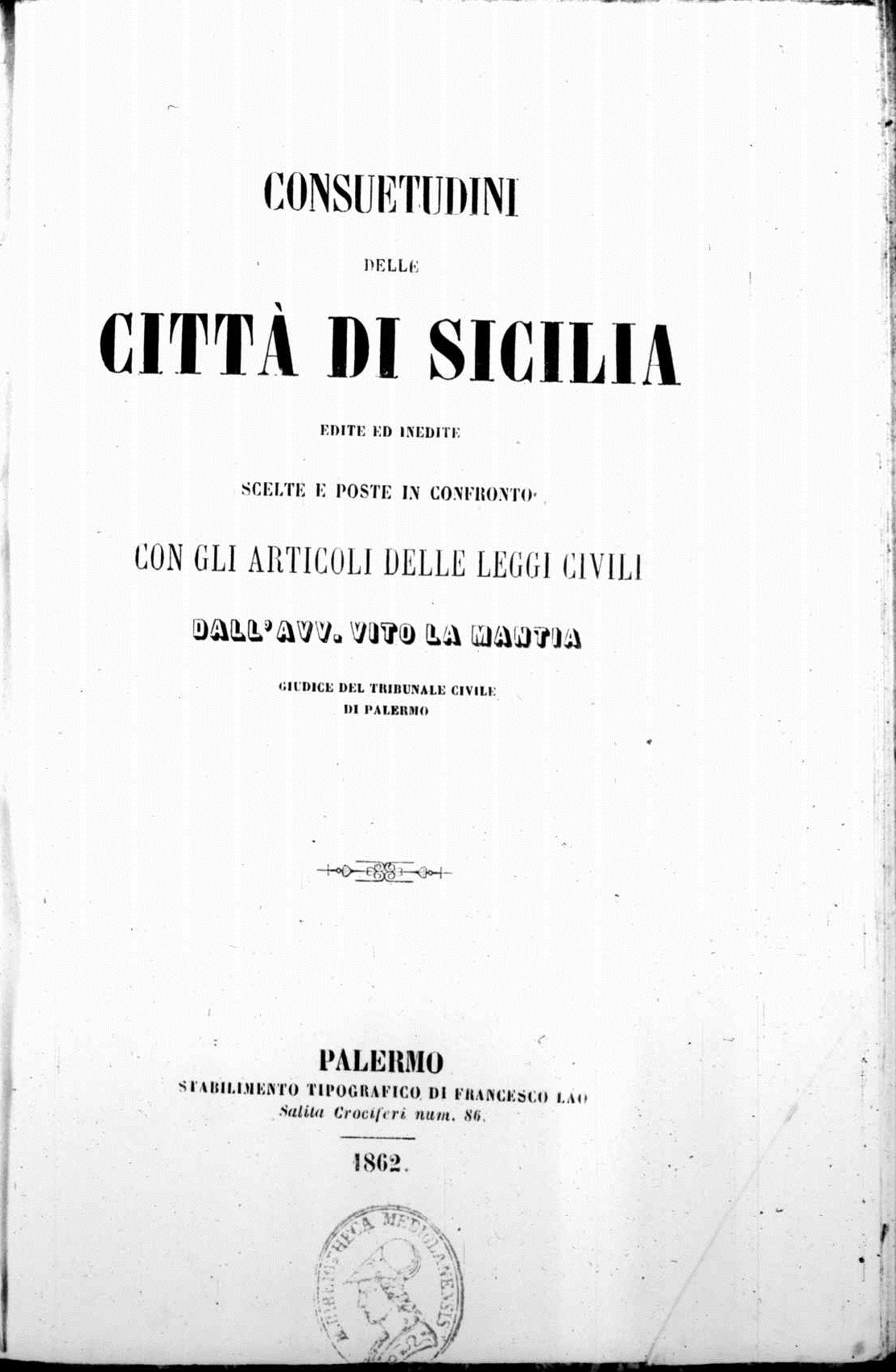
Consuetudini delle città di Sicilia, 1862

Nato da Francesco La Mantia e da Rosa Arcara, due proprietari terrieri, dopo i primi studi a Termini Imerese s'iscrisse alla facoltà di giurisprudenza dell'Università di Palermo. Ancora studente, pubblicò nel 1843 l'opuscolo Sul modo di procurare la ricchezza e la civiltà delle nazioni, un elogio del liberismo.
Laureato nel febbraio del 1846, avvocato, nel 1853 pubblicò il Discorso sulle basi della legislazione seguito da un progetto di storia del diritto civile e penale in Sicilia. Nel 1856 sposò Antonina Salemi e ne avrà quattro figli. Nel 1858 pubblicò gli Annali di legislazione e giurisprudenza patria e straniera e la raccolta Decisioni della Corte suprema di Sicilia, ai quali seguì l'opera maggiore del La Mantia, la Storia della legislazione civile e criminale di Sicilia che, in quattro volumi editi dal 1858 al 1874, riassume la storia del diritto siciliano dal Medioevo all'Italia unita.
Nominato il 6 agosto 1860 giudice del tribunale civile di Palermo, nel 1877 fu trasferito a Perugia in qualità di consigliere di Corte d'appello e successivamente divenne consigliere di Corte di cassazione a Roma. Continuò i suoi studi prediletti, che proseguì anche dopo il pensionamento, avvenuto nel 1895. Nel 1901 pubblicò Le tonnare in Sicilia, studio storico sulle varie normative sul diritto di pesca succedutesi in Sicilia.
La Mantia fu anche socio dell'Accademia di scienze, lettere e arti, della Società siciliana per la storia patria e del Circolo giuridico di Palermo. Morì nel capoluogo siciliano, dopo breve malattia, nel 1904. Postumo fu pubblicato dai figli il suo L'Inquisizione in Sicilia. Serie dei rilasciati al braccio secolare, 1487-1732. Documenti su l'abolizione dell'Inquisizione (1782), basato su un manoscritto della Biblioteca Comunale di Palermo. La Mantia individuò i nomi di 457 bruciati vivi o in effigie dall'Inquisizione siciliana.

## Opere
- Sul modo di procurare la ricchezza e la civiltà delle nazioni, Palermo, 1843
- Discorso sulle basi della legislazione seguito da un progetto di storia del diritto civile e penale in Sicilia, Palermo, 1853
- Annali di legislazione e giurisprudenza patria e straniera, Palermo, 1858
- Decisioni della Corte suprema di Sicilia, Palermo, 1858
- Storia della legislazione civile e criminale di Sicilia, 4 voll., Palermo, 1858-1874
- Consuetudini delle città di Sicilia, Palermo, Francesco Lao, 1862.
- Statuti di Roma: cenni storici, Roma 1877
- Origini e vicende degli statuti di Roma, Firenze, 1879
- Consuetudini siciliane in lingua volgare, in «Il Propugnatore», XVI, 1883
- I Comuni dello Stato romano nel Medio Evo, 1884
- Storia della legislazione italiana. Roma e Stato romano, Torino, 1884
- Origine e vicende dell'Inquisizione in Sicilia, Palermo, 1886
- Notizie e documenti su le consuetudini delle città di Sicilia, Firenze, 1888
- Leggi civili del Regno di Sicilia: 1130-1816, Palermo, 1895
- Antiche consuetudini delle città di Sicilia, Palermo, 1900
- Le tonnare in Sicilia, Palermo, 1901
- L'Inquisizione in Sicilia. Serie dei rilasciati al braccio secolare, 1487-1732. Documenti su l'abolizione dell'Inquisizione (1782), Palermo, A. Giannitrapani, 1904, postumo.